# 유엔 인구 기금

유엔 인구 기금(United Nations Population Fund)은 유엔 내에서 인구 분야의 중추적인 역할을 담당하는 기관이다.

## 개요
유엔인구기금(UNFPA)은 임신의 자유와 출산의 안전 그리고 아동 및 청소년의 잠재력 개발을 위한 활동을 주도하는 유엔 산하기구이다.
UNFPA에서는 여성과 아동 및 청소년이 건강하고 생산적인 삶을 살아갈 수 있는 기회를 확장하고 있다.
1969년 UNFPA 설립 당시로부터 현재 임신 및 출산으로 인해 사망하는 여성의 수 및 비율은 절반으로 감소하였다. 가정들은 더욱 건강해지고 핵가족화되었으며, 아동 및 청소년의 교류와 권리 증진은 어느때보다 활발하게 이루어지고 있다.
그러나, 약 10억 명의 인구가 극심한 빈곤 상태에 머물러 있는 등 아직도 많은 사람들이 도움을 필요로 하고 있다. 생식 건강은 개발도상국 여성들의 사망 및 장애를 유발시키는 주요 원인이다. 아동 및 청소년은 HIV 감염 및 의도하지 않은 임신에 대해 가장 큰 위험에 노출되어 있으며, 1억 명이 넘는 소녀들이 아동 결혼 및 여성 할례와 같은 악습들의 피해자가 되고 있다.
모든 사람들의 삶의 가장 사적이고 근본적인 부분에서의 기본적인 인권 행사를 보장하기 위해서는 아직도 많은 노력이 필요하다.

## 역할
UNFPA는 세계 인구의 약 80%가 거주하고 있는 150여개의 국가 내에서 삶의 질을 향상시키고 발전의 촉매가 되도록 노력한다. 정부 와 다른 유엔 산하기관, 비정부기관 및 사기업과의 협력을 통해 UNFPA는 가장 취약한 상태에 있는 수백만의 사람들의 삶을 바꾸고 있다.
UNFPA의 지역 지부 네트워크는 개발의 일선에서 일하고 있는 국가별 지부들에 대한 기술적 전문성을 제공하고 노력의 협조를 지원한다. UNFPA에서는 기술적 지침, 훈련 및 현장 요원에 대한 응원과 지원을 제공하며, 생식 건강과 여성 및 아동의 권리 증진이 개발의 중심이 되도록 보장한다.
1994년 인구 개발 국제 회의(ICPD)에서 채택된 활동 계획과 새천년개발목표의 지침에 따라, UNFPA는 정부, 비정부기관 및 기타 기구와 협력하여 임무를 수행한다. 2014년 2월 발간된 ICPD Beyond 2014 Global Report에서 이제까지의 발전 상황과 앞으로의 주요 과제를 밝히고 있다. 해당 보고서에서 제기한 행동 및 건의는 ICPD 활동 계획의 목표를 달성하고 2015년 이후의 발전 의제로 연결시키는데 있어서 매우 중요하다.
전세계적인 경제 불안정과 경쟁적인 원조 환경에서 2012년 UNFPA 총 수익은 8억 814만 달러를 기록했으며, 이는 4억 375만 달러의 자발적 기부와 5억 31만 달러의 목적 기금 그리고 408만 달러의 기타 수익을 포함한다.

## 임신의 자유 보장
자녀의 수와 출산 간격은 여성의 삶에 큰 영향을 미친다. 따라서 UNFPA에서는 과거로부터 체결된 국제협약들을 이행함에 따라 개인의 가족 구성과 자녀 계획에 있어서의 자유와 권리를 보장한다. 현재 약 2억2천2백만 정도의 여성 인구가 여전히 자신의 출산 및 임신 관리를 위한 재화나 서비스의 이용에 어려움을 겪고 있다.
자발적인 가족계획 만으로도 산모 사망률의 3분의 1을 감소시키고 그에 비례하여 비용 절감 효과를 얻을 수 있다. 이는 기초 의료 서비스에 피임 기구를 포함 시킴으로써 자연적으로 산모 및 신생아를 위한 의료 서비스의 수요가 줄어들기 때문이다. 이를 통해 오천사백만 건의 비계획 임신, 2600만 건의 낙태 (이중 천육백만 건은 위험한 시술을 통해 이루어진다), 그리고 칠백만 건의 유산을 막을 수 있다. 또한 칠만구천 건의 산모 사망과 천백만 건의 유아 사망을 예방하는 효과도 있다.
UNFPA에서는 다음과 같은 방법으로 건강한 가족 형성을 보장한다.
- 보건 요원들이 양질의 가족 계획 서비스를 제공할 수 있도록 교육한다
- 응급상황에 대한 피임 기구를 제공한다
- 청년 친화적인 출산 보건 계획을 보장한다
- 임신을 피하거나 늦추고자 하는 여성에게 선택의 기회와 상담을 제공한다
- 남성들에게 출산 조절의 이점에 대해 교육한다

## 산모 건강 보장
UNFPA는 다양한 방법을 통해 출산 중 사망하는 여성들을 구하고 있다. 가장 기본적인 조치는 여성들이 계획된 임신과 출산을 할 수 있도록 보장하는 것이다. 분만 시에 숙련된 출산 도우미가 비상시 사용할 수 있는 예비 산과 의료품 및 필수 품목들을 갖출 수 있도록 하는 것 역시 중요한 요건이다.
산모 사망률 및 출산 후 장애 발생 건수를 줄이는 데 있어서 가장 큰 어려움은 오지 및 낙후 지역 뿐 아니라 재해 발생 지역 등 전세계 여성들에게 서비스를 제공할 수 있는 방법을 찾는 것이다. 이를 위해서는 보건 시스템을 보강할 필요가 있다. 또한 임산부가 출산 전 HIV 감서에서부터 출산 후 신생아 관리에 이르기까지 필요한 모든 보호 및 관리를 받을 수 있도록 하는 것이 중요하다. 이를 통해 비용 절감 뿐 아니라 수많은 생명을 살릴 수 있다.
UNFPA는 다음과 같은 방법으로 산모의건강을 보장한다.
- 산파와 보건 요원들을 훈련한다
- 산과적 누공을 예방하고 치료한다
- 재해 지역에 청결한 출산 물품을 공급한다
- 긴급 산과 치료를 보강한다
- 출산 조절을 가능하도록 보장한다

## 아동 및 청소년의 잠재력 개발 지원
세계 총 인구의 43%는 25세 이하의 청소년이며 많은 개발도상국에서는 해당 수치가 60%에 이른다. UNFPA에서는 이들의 임신 및 출산 선택이 미래의 인구 통계학적 흐름을 바꿀 것으로 예상한다.
UNFPA는 성과 임신 및 출산 건강에 대한 정확한 정보와 서비스를 제공받을 권리 등을 포함하는 청소년들의 기본 권리를 지지한다. 청소년들이 스스로를 보호하고 정보에 입각한 결정을 내릴 수 있는 지식과 능력을 갖추게 된다면 본인들의 잠재력을 완전히 개발할 수 있고 또한 경제적, 사회적 변혁에 공헌할 수 있게 될 것이다.
청소년, 특히 사춘기 소녀들에 대한 투자는 국가에서 할 수 있는 가장 현명한 선택 중 하나일 것이다. 다음 세대의 부모, 선생님 그리고 리더로서 청소년들은 가난의 악순환을 끊고 사회구조를 강화 시키고 지속 가능한 미래를 일구어 나갈 것이다.
UNFPA는 다음과 같은 방법으로 청소년들의 잠재력 개발을 지원한다
- 청소년들의 인권을 증진한다
- HIV 감염을 예방한다
- 청소년들이 자신의삶에 큰 영향을 끼칠 수 있는 결정을 하는 데 관여한다
- 나이에 적합한 종합 성교육을 제공한다
- 사춘기 소녀들에게 안전한 공간을 제공한다
- 악습의 폐지를 지지한다
- 청소년들의 리더십을 보장한다

## 같이 보기
- 유엔
- 해비타트 운동